# Гемме
Гемме (итал. Ghemme) — коммуна в Италии, располагается в регионе Пьемонт, в провинции Новара.
Население составляет 3668 человек (2008 г.), плотность населения составляет 178 чел./км². Занимает площадь 21 км². Почтовый индекс — 28074. Телефонный код — 0163.
Покровителем населённого пункта считается святой Beata Panacea.

## Демография
Динамика населения:

## Администрация коммуны
- Официальный сайт: http://www.comune.ghemme.novara.it/ Архивная копия от 15 февраля 2006 на Wayback Machine